# Malone Rugby Football Club
Maillots
Dernière mise à jour : 28 février 2013.
 Malone RFC est la section rugby à XV du club (l'autre sport pratiqué étant le hockey sur gazon) de Malone, basé dans la ville de Belfast, en Irlande du Nord. Elle évolue dans le championnat irlandais de première division. Le club est affilié à la fédération de l’Ulster et ses joueurs peuvent être sélectionnés pour l’équipe représentative de la région, Ulster Rugby.

## Histoire
Fondé en 1892, sous le nom de Malone Football Club obtient le statut de senior club en 1896 après deux victoires en Ulster Junior Cup. Le nom actuel (Malone Rugby Football Club) est adopté en 1932. En 1935, Malone s'installe dans son stade actuel de Gibson Park. 

## Palmarès
- Vainqueur du Championnat d'Ulster en 1904, 1905, 1906, 1907, 1969 et 1993
- Finaliste du Championnat d'Ulster en 1988, 1989 et 1990
- Vainqueur de la Coupe d'Ulster en 1904, 1905, 1907, 1971, 1984, 1988 et 1992
- Finaliste de la Coupe d'Ulster en 1902, 1912, 1933, 1939, 1950, 1965, 1973, 1986, 1990, 1996, 1997, 1998, 1999 et 2006

## Joueurs célèbres
22 joueurs de Malone ont porté le maillot de l’équipe d’Irlande, 6 celui des Lions britanniques. Parmi eux : 
- Robert Agar
- Neil Best (Lions)
- Neil Doak fut deux fois remplaçant, sans jamais entrer en jeu.